# Муром (река)
 Му́ром (укр. Му́ром) — река в Шебекинском районе Белгородской области России и Харьковском районе Харьковской области Украины, левый приток реки Харьков.

## Описание
Длина реки — 35 км, площадь водосборного бассейна — 211 км².

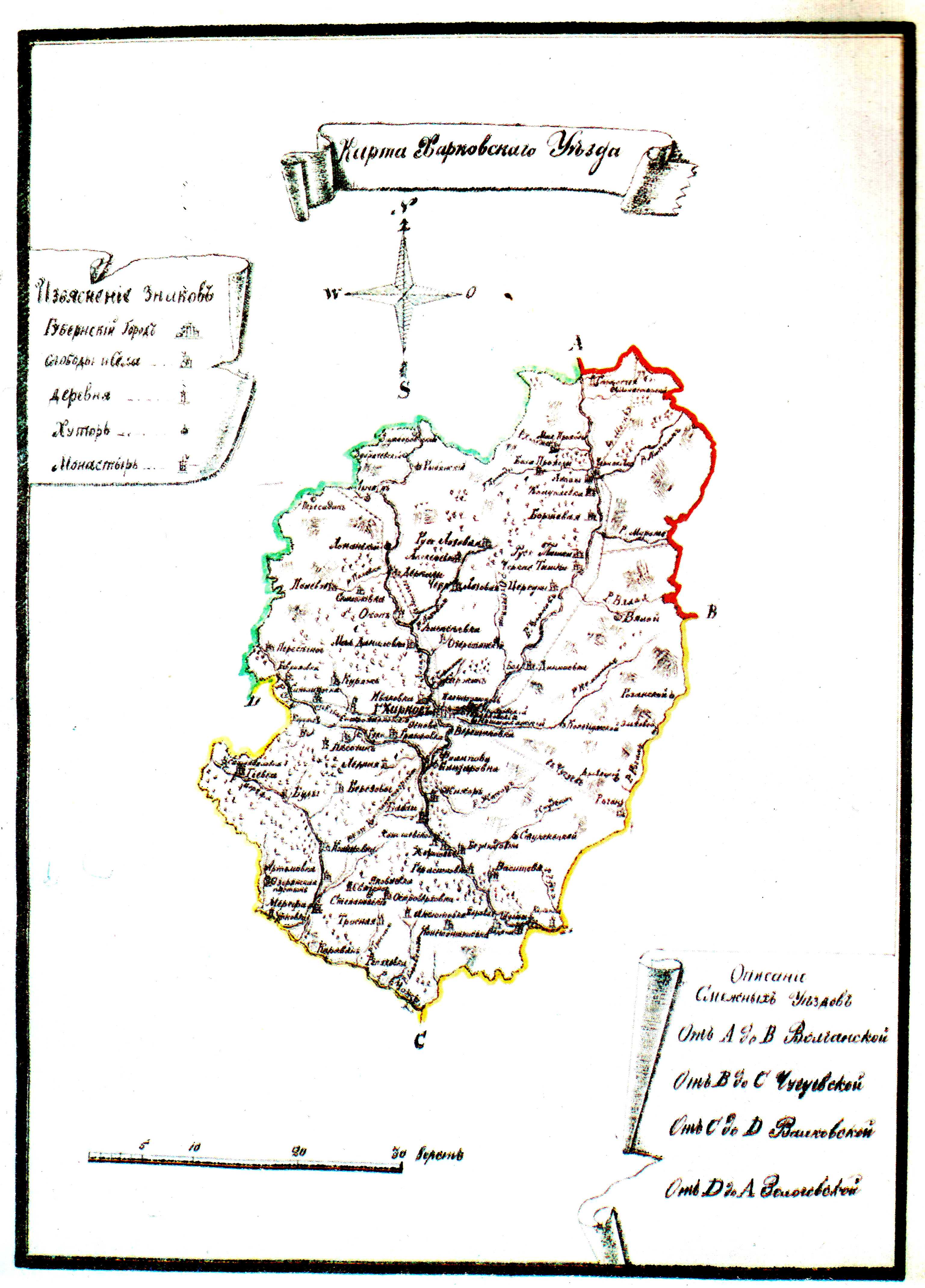
Река Муромъ на карте Харьковского уезда, 1788 год

Исток реки расположен южнее села Муром Шебекинского района Белгородской области. Далее вниз по течению располагаются населённые пункты Середа (Россия), Зелёное, Нескучное, Веселое, Русские Тишки (Украина).
Река Муром впадает в реку Харьков в 32 км от её устья, перед посёлком Русские Тишки. Урез воды в месте впадения составляет 111,4 м. Наклон реки 1,6 м/км.
В 1978 году в пяти километрах от устья реки сооружено Муромское водохранилище (одно из трех резервных водохранилищ, снабжающих пресной водой город Харьков).

## Исторические факты
- Согласно «Топографическому описанию Харьковского наместничества» 1785 года, Муром — четвёртая по длине из 33-х речек Харьковского округа (течёт 27 вёрст по его территории)[5].